# Dr. Kawashimas Gehirn-Jogging
Dr. Kawashimas Gehirn-Jogging – Wie fit ist Ihr Gehirn? (jap. 東北大学未来科学技術共同研究センター川島隆太教授監修 脳を鍛える大人のDSトレーニング, Tōhoku daigaku mirai kagaku gijutsu kyōdō kenkyū sentā Kawashima Ryūta kyōju kanshū: Nō o kitaeru otona no DS torēningu, dt.: „Prof. Ryūta Kawashima vom Zentrum zur gemeinsamen Forschung an Zukunftstechnologien der Universität Tōhoku: Trainieren Sie Ihr Gehirn mit dem DS-Training für Erwachsene“) ist ein Videospiel der Firma Nintendo für die tragbare Spielkonsole Nintendo DS. Am 29. Juni 2007 erschien ein zweiter Teil mit dem Titel Dr. Kawashima: Mehr Gehirn-Jogging – Wie fit ist Ihr Gehirn?.
Ziel ist das Training des Gehirns; das Spiel ist darauf ausgelegt, nur wenige Minuten täglich gespielt zu werden. Der Spieler muss Aufgaben wie Kopfrechnen, Zählen, schnelles Lesen oder Silbenzählen erfüllen.
Anders als bei anderen DS-Titeln wird die Konsole hochkant gehalten, wie ein aufgeschlagenes Buch. Die Steuerung per Tasten ist zu keiner Zeit notwendig: Je nach Aufgabe werden der Touchscreen oder das Mikrofon zur Eingabe benutzt.
Das Spiel ist das erste, das Nintendo in Europa unter dem Label Touch! Generations vermarktet. Diese Reihe soll auch ältere oder videospiel-unerfahrene Spieler ansprechen und diese so für Videospiele im Allgemeinen und für den Nintendo DS im Besonderen gewinnen. Als Werbe-Testimonial tritt international Nicole Kidman, in Deutschland Jörg Pilawa auf. Für einzelne Seminare konnte Nintendo 2007 außerdem die deutsche Gedächtnissportlerin Christiane Stenger gewinnen.
Im Januar 2020 erschien mit Dr. Kawashimas Gehirn-Jogging für Nintendo Switch ein Nachfolger für die Nintendo Switch.

## Aufbau des Spiels

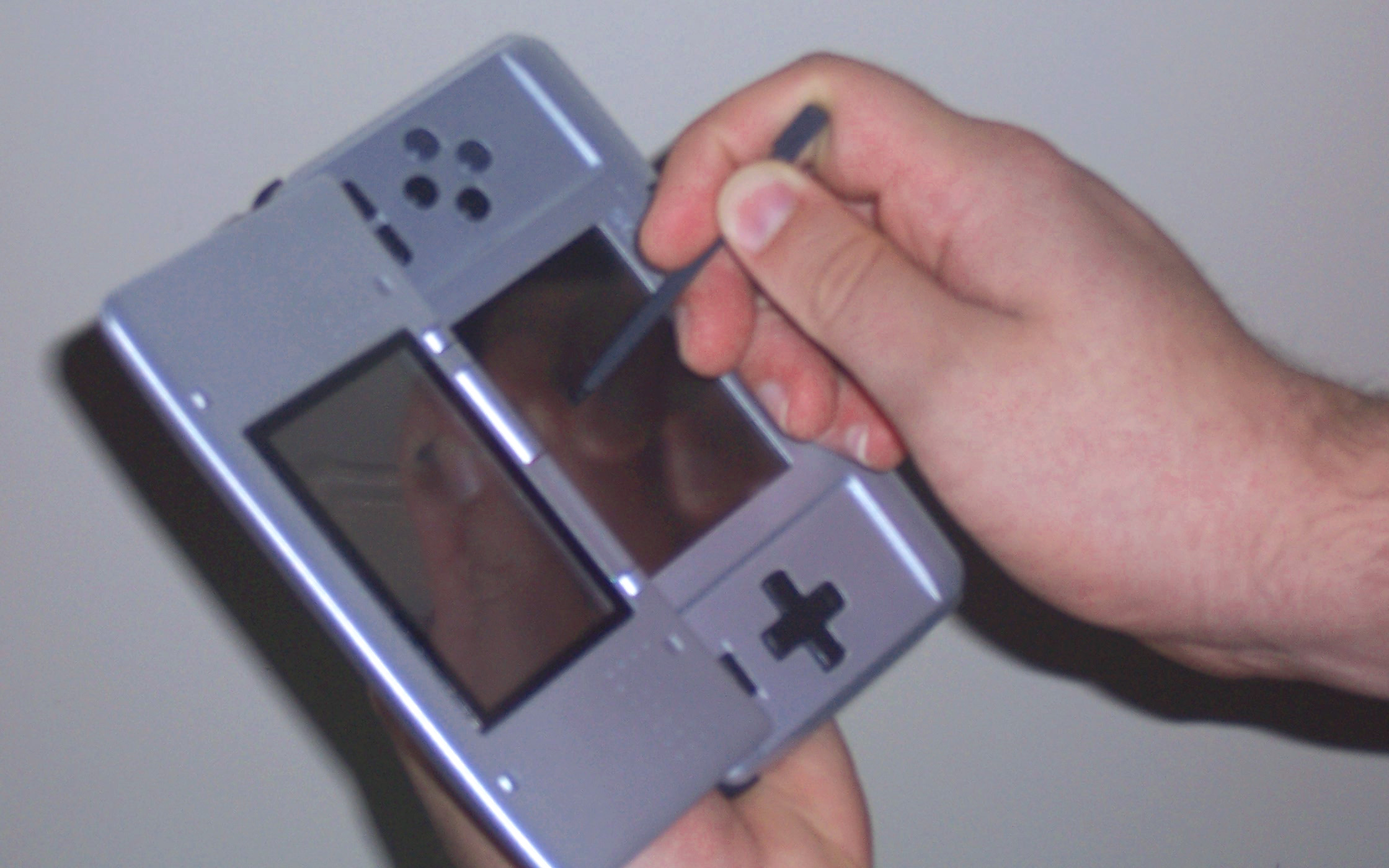
Der Nintendo DS wird im Buchformat gehalten

### Training
Die Aufgaben des Trainingprogramms wurden für das tägliche Üben konzipiert. Sie bestehen aus einer Kombination von kognitiven und motorischen, sprachlichen oder haptischen Elementen, die verschiedene Gehirnareale stimulieren sollen.
Wird an einem Tag mindestens eine Aufgabe aus dem Training erfüllt, erhält man einen (virtuellen) Stempel auf seinem Kalender im Spiel, bei drei erfüllten Aufgaben wird dieser größer. Auch werden mit mehr Stempeln nach und nach neue Aufgaben und Funktionen freigeschaltet.
Die einzelnen Aufgaben sind:
- Rechnen 20: Der Spieler muss 20 einfache Kopfrechenaufgaben möglichst schnell lösen, indem er das Ergebnis auf dem  Touchscreen des Nintendo DS schreibt.
- Rechnen 100: Wie „Rechnen 20“, allerdings mit 100 Aufgaben.
- Lesen: Der Spieler muss den Anfang eines klassischen Textes möglichst schnell lesen. Dabei wird die Zeit, bis die Übung beendet wird, festgehalten und so berechnet, wie viele Silben er in einer Sekunde geschafft hat. Das Mikrofon des DS kommt bei dieser Aufgabe jedoch nicht zum Einsatz, man kann also auch im Stillen lesen.
- Merken: Einige Zahlen werden für eine Sekunde angezeigt, danach muss man ihre Position in aufsteigender Größe auf dem Touchscreen antippen. Bei richtiger Antwort beginnt noch eine Runde, in der mehr Kästchen auftauchen. Antwortet man falsch, werden es weniger.
- Silben: Der Spieler muss die Silben einiger Sätze zählen und aufschreiben.
- Haus: Personen verlassen und betreten ein Haus; der Spieler muss mitzählen und angeben, wie viele Personen sich am Ende im Haus befinden.
- Magisches Dreieck: Hier addiert oder subtrahiert man Zahlen, die in einer Reihe stehen, und rechnet mit dem Ergebnis in der Reihe darunter weiter, um letztlich das Gesamtergebnis zu erhalten.
- Zeit: Zwei Uhren mit unterschiedlichen Uhrzeiten werden gezeigt. Der Spieler muss den Zeitunterschied zwischen beiden Uhren berechnen und auf den Touchscreen schreiben.
- Laut Rechnen: Fünfzig einfache Rechenaufgaben, deren Ergebnis der Spieler in das Mikrofon des Nintendo DS sprechen muss.

### Alterstest
Außerdem kann ein Alterstest durchgeführt werden. Dabei werden drei verschiedene Aufgaben aus einer speziellen Auswahl nacheinander gelöst und am Ende das „geistige Alter“ ermittelt. Bei diesem gilt „je jünger, desto besser“: Der beste Wert sind 20 Jahre, der schlechteste 80. Im Spiel wird empfohlen, den Alterstest hin und wieder zur Kontrolle der Ergebnisse des Trainings durchzuführen.
Die erste Aufgabe des Alterstests ist in der Regel ein Stroop-Test, bei dem der Spieler mit „falsch“ eingefärbten Farbwörtern wie blau konfrontiert wird. Wenn die Umgebung eine Nutzung des Mikrofons nicht erlaubt, wird ein anderer Test verwendet.

### Grafik
Das Spielmodul speichert die Einzelergebnisse jedes Tests für bis zu vier Personen. Dank einer Statistikfunktion lässt sich die Entwicklung der Testergebnisse über mehrere Monate hinweg in Form von Liniendiagrammen darstellen.

### Sudoku
Zusätzlich bietet das Spiel (in der europäischen und amerikanischen Version) Sudokus verschiedener Schwierigkeitsstufen. An speziellen Kiosken, die bei ausgewählten Händlern zu finden sind, können neue Aufgaben kabellos heruntergeladen werden.

## Dr. Kawashima: Mehr Gehirn-Jogging
Nach dem großen Erfolg des Spiels erschien am 29. Juni 2007 der zweite Teil unter dem Titel Dr. Kawashima: Mehr Gehirn-Jogging – Wie fit ist Ihr Gehirn? (東北大学未来科学技術共同研究センター川島隆太教授監修 もっと脳を鍛える大人のDSトレーニング, Tōhoku daigaku mirai kagaku gijutsu kyōdō kenkyū sentā Kawashima Ryūta kyōju kanshū: Motto nō o kitaeru otona no DS torēningu dt.: „Prof. Ryūta Kawashima vom Zentrum zur gemeinsamen Forschung an Zukunftstechnologien der Universität Tōhoku: Trainieren Sie Ihr Gehirn mit mehr DS-Training für Erwachsene“).
Der Titel baut auf seinem Vorgänger auf.
Die einzelnen Aufgaben sind:
- Rechenzeichen: Der Spieler muss zwanzig zu den Rechenaufgaben passende Rechenzeichen auf den Touchscreen schreiben.
- Pianospieler: Ein Lied wird nach der Vorgabe vom Spieler auf einem virtuellen Piano nachgespielt.
- Wortbilder: Der Spieler muss aus Buchstabenketten Wörter erkennen und aufschreiben.
- Münzenzähler: Der Spieler muss von einem vorgegebenen Betrag Wechselgeld ausgeben.
- Zuhörer: Es werden mehrere Wörter gleichzeitig gesprochen und der Spieler muss diese erkennen und auf den Touchscreen schreiben.
- Pluskette: Der Spieler muss Aufgaben berechnen, die aber sofort überschrieben werden.
- Datumsrechner: Es werden Fragen rund um das Datum angezeigt.
- Rangzähler: Der Spieler muss den Rang eines Männchens beim Wettlaufen im Auge behalten.
- Uhrendrehen: Die Zeit von verdrehten analogen Uhren und Digitaluhren muss aufgeschrieben werden.
- Höhenzähler: Die Höhe von Stapeln muss aufgeschrieben werden.

Zusätzlich gibt es noch das Spiel „Bazillenjagd“, das zur Entspannung des präfrontalen Cortex dienen soll. Es gleicht zu weiten Teilen dem Spiel Dr. Mario.

## Dr. Kawashimas Diabolisches Gehirn-Jogging: Können Sie konzentriert bleiben?
Im Spiel wird nun auch ein neuer Grafikstil verwendet. So erscheint Dr. Kawashima durch die 3D-Animationen nun um einiges realistischer.

## Wissenschaftlicher Hintergrund
Das Spiel beruht auf den Theorien des japanischen Gehirn-Forschers Ryūta Kawashima. Dieser erkannte durch intensive Forschung in den letzten Jahren, dass die Leistungsfähigkeit des Gehirns mit dem Alter immer mehr abnimmt. Durch regelmäßiges Training soll diesem Prozess entgegengewirkt werden.
Kawashima fand heraus, dass bei einfachen (Rechen-)Aufgaben das Gehirn eine hohe Aktivität zeigt, während diese bei schwierigen Aufgaben gering ist. Gedächtnistests zeigten einen Zuwachs von 20 bis 30 Prozent beim Vergleich des Gedächtnisses vor dem schnellen Rechnen oder lauten Vorlesen mit dem danach. Tests an einer Schule in Schottland waren offenbar so vielversprechend, dass die Schüler dazu angehalten sind, vor dem Unterricht 20 Minuten lang Dr. Kawashimas Gehirn-Jogging zu spielen.
Auch bei Demenzpatienten konnte nach regelmäßigem Rechnen und Lesen die Aktivität der Stirnlappen gesteigert werden.
Die Wirkung von Gehirntrainings-Aufgaben wird kontrovers diskutiert. Es gilt als ungesichert, wie sehr man gewonnene kognitive Leistungssteigerungen  auf reale Anforderungen übertragen kann, oder ob nicht vielmehr ein starker Lerneffekt einzig in Verwendung mit dem Medium und Kontext, in denen die Aufgaben bearbeitet werden, stattfindet. Selbst sehr ähnliche kognitive Anforderungen und Aufgaben in einem realen beziehungsweise anderen Kontext sind damit nicht unbedingt schneller und effizienter zu bewältigen.
Andere Neurologen hingegen vertreten die Auffassung, dass durch das Training eine Reserve im Gehirn geschaffen wird, welche dazu führt, dass Gedächtnisstörungen sich erst wesentlich später bemerkbar machen.